# 东坝头农场
东坝头农场，是中华人民共和国江苏省盐城市大丰区下辖的一个类似乡级单位。

## 行政区划
东坝头农场下辖以下地区：
东坝头农场虚拟生活区。